# Pseudis paradoxa
Pseudis paradoxa és una espècie de granota que es troba al nord de la conca del riu Amazones i a l'illa de Trinitat.
És la granota més gran del gènere Pseudis. El nom científic paradoxa li ve de la paradoxal diferència entre la mida del capgròs, que pot arribar a fer uns 25 cm, i la de la granota adulta, que no passa dels 7,5 cm. Aquesta contracció de les mides corporals en fer la metamorfosi, en comptes de la dilatació habitual en la gran majoria d'anurs, és típica del gènere.
Els seus hàbits són totalment aquàtics.